# هشام عبد الحميد
هشام عبد الحميد (3 أكتوبر 1962 -)، ممثل مصري. من مواليد القاهرة. تخرج في المعهد العالي للفنون المسرحية ثم عمل معيدا في قسم التمثيل ولم يستكمل العمل في سلك التدريس، حيث تفرغ للسينما بعد أن أسند إليه حسام الدين مصطفى دور البطولة في فيلم «غرام الأفاعى» بعد أكثر من محاولة للعمل معا. كان قد أدى دور الشاب العاشق قى فيلم "اليوم السادس"، وترك التدريس في المعهد عام 1992. شارك أيضا في العديد من الأفلام التليفزيونية مثل «البحث عن طريق آخر».

## الحياة الشخصية
ولد هشام عبد الحميد في 3 أكتوبر سنة 1962. تخرج في المعهد العالي للفنون المسرحية عام 1984 بتقدير جيد جدا، وعمل لفترة كمعيد، ولكنه لم يستكمل العمل هناك. هشام متزوج من «نادية سليمان».

### شائعة وفاته
في أكتوبر 2016، ظهرت شائعة على بعض المواقع الإخبارية ومواقع التواصل الاجتماعي بوفاة هشام في تركيا (حيث يقيم هناك، ويقدم برنامج «بالتأكيد مع هشام عبد الحميد»)، ولكن زوجته نفت الأمر في نفس الشهر، مؤكدة أنها اتصلت به بعد سماع الشائعة واطمأنت على صحته.

## أعماله

### أفلام
| - أيام صعبة (فيلم) سنة 2009 - مهمة صعبة (فيلم) سنة 2006 - معالى الوزير (فيلم) سنة 2002 - خريف آدم (فيلم) سنة 2002 - المهمة (فيلم) سنة 1999 - مجرم مع مرتبة الشرف (فيلم) سنة 1998 | - اللقاء الثاني (فيلم) سنة 1998 - قليل من الحب كثير من العنف (فيلم) سنة 1995 - كراملة (فيلم) سنة 1995 - قدارة (فيلم) سنة 1994 - المقامر (فيلم) سنة 1994 - مغلف بالشوكولاتة (فيلم) سنة 1994 | - طعمية بالشطة (فيلم) سنة 1993 - لولاكي (فيلم) سنة 1993 - بوابة إبليس (فيلم) سنة 1993 - 1993: امرأة تدفع الثمن - الحب بين قوسين (فيلم) سنة 1993 - الحب في طابا (فيلم) سنة 1992 | - الدلالة (فيلم) سنة 1992 - اللقاء الدامي (فيلم) سنة 1992 - البحث عن طريق اخر (فيلم) سنة 1992 - الحب المر (فيلم) سنة 1992 - المفسدون (فيلم) سنة 1991 - الطعنة الاخيرة (فيلم) سنة 1991 | - انتبهوا أيها الأزواج (فيلم) سنة 1990 - الملك لله (فيلم) سنة 1990 - الشيطان يستعد للرحيل (فيلم) سنة 1990 - حلقة الرعب (فيلم) سنة 1990 - العجوز والبلطجى (فيلم) سنة 1989 - غرام الأفاعي (فيلم) سنة 1988 | - كوم الشقافة (فيلم) سنة 1986 - اليوم السادس (فيلم) سنة 1986 - مؤخر صداق (فيلم) - السايس (فيلم) |

### مسلسلات
- شتاء 2016 (مسلسل) سنة 2019
- العنيدة (مسلسل) سنة 2011
- حبيبي الذي لن أحبه (مسلسل) سنة 2010
- بالشمع الأحمر (مسلسل) سنة 2010
- البوابة الثانية (مسلسل) سنة 2009
- طعم الحريق (مسلسل) سنة 2009
- مشاعر في البورصة (مسلسل) سنة 2009

| - طائر التمساح (مسلسل) سنة 2008 - أولاد عزام (مسلسل) سنة 2007 - نور الصباح (مسلسل) سنة 2006 - وعد الحر (مسلسل) سنة 2006 - القرار الاخير 2004 (مسلسل) - المهنة طبيب (مسلسل) سنة 2004 | - عيب يا دكتور (مسلسل) سنة 2004 - بعد الطوفان (مسلسل) سنة 2003 - أوان الورد (مسلسل) سنة 2000 - زي القمر (مسلسل) سنة 2000 - أسير بلا قيود(مسلسل) سنة 1999 - ألف ليلة وليلة (مسلسل) سنة 1993 | - هالة والدراويش (مسلسل) سنة 1990 - السرايا 1987 (مسلسل) - يا عزيزى كلنا لصوص (مسلسل) سنة 1900 - الحب الكبير 1900 (مسلسل) |

### مسرحيات
- جواز على ورق طلاق (مسرحية) سنة 2003
- قصة الحى الشرقي (مسرحية) سنة 1996
- حب في التخشيبة (مسرحية) سنة 1990

## روابط خارجية
- هشام عبد الحميد على موقع IMDb (الإنجليزية)
- هشام عبد الحميد على موقع قاعدة بيانات الأفلام العربية
- هشام عبد الحميد على موقع قاعدة بيانات الفيلم (الإنجليزية)